# Diego Abatantuono

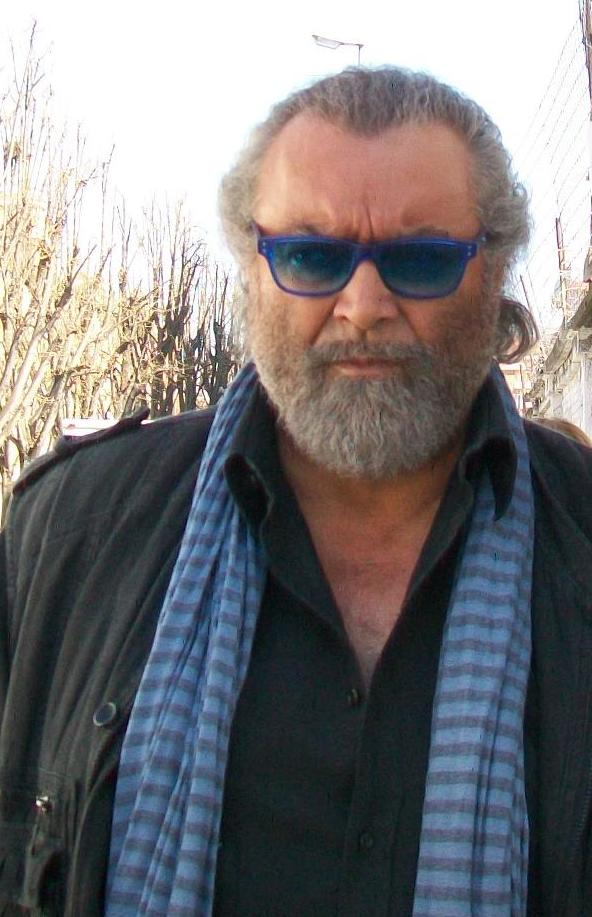
Diego Abatantuono

Diego Abatantuono (* 20. Mai 1955 in Mailand) ist ein italienischer Schauspieler und Drehbuchautor.

## Leben
Abatantuono wurde in Mailand geboren. Sein Vater stammt aus Apulien, seine Mutter aus Como. Sie arbeitete als Garderoberin in einem Mailänder Jazz-Club, der später zu einem Kabarett namens Derby wurde. Der Eigentümer dieses Etablissements war der Onkel Abatantuonos. Diego Abatantuono begann im Derby als Lichtarbeiter, später wurde er dann künstlerischer Direktor und arbeitete auch als Schauspieler. Nach einiger Zeit mit der komödiantischen Musikgruppe Gatti di Vicolo Miracoli und einigen kleineren Rollen in Kinofilmen, kehrte er ins Derby zurück. Hier wurde er vom berühmten Fernsehshowmaster, Filmregisseur und Talent-Scout Renzo Arbore entdeckt, der ihn für eine Rolle in seinem Film Il Pap'occhio (1980), mit Roberto Benigni, engagierte. Hier begann Abantantuonos erfolgreiche Filmkarriere in der Rolle eines unkultivierten Immigranten aus Süditalien (der Terruncello). Hier sprach er das erste Mal die persönliche Form des Jargons, der eine Art Markenzeichen werden sollte.
Sein größter Erfolg war der Film Eccezzziunale... veramente von 1982 (er schrieb auch das Drehbuch), in dem er drei unterschiedliche Formen des tifoso (Fan) der berühmtesten Fußballmannschaften Italiens schildert, AC Mailand, Inter Mailand und Juventus Turin.
Seine erste Rolle als dramatischer Schauspieler bekam er 1986, als er von Pupi Avati für seinen Film Regalo di Natale engagiert wurde. Gelegentlich kehrte Abatantuono zwar zu komischen Rollen zurück, spielte aber nun hauptsächlich dramatische Rollen in zahlreichen Filmen seines Freundes Gabriele Salvatores, einschließlich des Oscar-prämierten Films Mediterraneo, Nirvana und Ich habe keine Angst.
Abatantuono ist auch eine populäre Persönlichkeit in italienischen Fernsehshows und ein langjähriger AC-Mailand-Fan.

## Filmografie (Auswahl)
- 1976: Bewaffnet und gefährlich (Liberi armati pericolosi)
- 1980: Tele Vaticano – Das Auge des Papstes (Il pap’occhio)
- 1981: Carabinieri… ab in die Polizeischule (I carabbinieri)
- 1982: Eccezzziunale… veramente
- 1982: Pardon, darf ich dich ohrfeigen? (Scusa se è poco)
- 1982: Wer hat dem Affen den Zucker geklaut? (Grand Hotel Excelsior)
- 1982: Wild trieben es die alten Hunnen (Attila flagello di Dio)
- 1985: Meilensteine des Lebens (Tranches de vie)
- 1986: Weihnachtsgeschenk (Regalo di Natale)
- 1987: In letzter Minute (Ultimo minuto)
- 1987: Der Junge aus Kalabrien (Un ragazzo di Calabria)
- 1988: Das Geheimnis der Sahara (Il segreto del Sahara) (Fernsehmehrteiler)
- 1988: Seltsam, das Leben… (Strana la vita)
- 1991: Mediterraneo
- 1991–1992: Eurocops (Il commissario Corso) (Fernsehserie, 8 Folgen)
- 1997: Nirvana
- 1997: Der Trauzeuge meines Mannes (Il testimone dello sposo)
- 1998: Hannibals Kinder (Figli di Annibale)
- 1998: Paparazzi
- 2001: Südsee ade! (Mari del Sud)
- 2003: Ich habe keine Angst (Io non ho paura)
- 2004: La rivincita di Natale
- 2006: Eccezzziunale… veramente: capitolo secondo… me
- 2007: 2061: Un anno eccezionale
- 2007: La cena per farli conoscere
- 2007: L’abbuffata
- 2009: I mostri oggi
- 2009: Gli amici del bar Margherita
- 2010: Happy Family
- 2011: Cose dell'altro mondo
- 2012: Buona giornata
- 2012: Il peggior Natale della mia vita
- 2012: Area Paradiso
- 2013: Indovina chi viene a Natale?
- 2014: La gente che sta bene
- 2015: Belli di papà
- 2017: Mister Felicità
- 2018: Ein geliebter Feind (Un nemico che ti vuole bene)
- 2018: My big crazy Italian Wedding (Può baciare lo sposo)
- 2019: Vincents Welt (Tutto il mio folle amore)